# PharmacoFood klaszter
A PharmacoFood Klaszter azért jött létre, hogy a tudományos igényességgel kifejlesztett egészségvédő funkcionális élelmiszerek piacra jutását elősegítsék.

## Története
2007-ben jött létre a klaszter a Pharmacoidea Kft. vezetésével. Olyan élelmiszeripari, agráripari és biotechnológiai cégeket fog össze, mint:
- Acheuron Hungary,
- Univer cégcsoport,
- Floratom,
- Hungerit Zrt.,
- P&P Pékáru,
- Cerbona,
- PICK,
- Pharmacoidea,
- SOLE-MiZo

## A klaszter célja
A fejlesztések során Pharmacoidea Kft. kutatói élelmiszerekben szabadon felhasználható növények társításával olyan keveréket hoztak létre, melynek természetes vegyületei előzetes tudományos vizsgálatokban igazolták hatékonyságukat az Alzheimer és az azzal rokon fehérjeaggregációs kórképekhez (Parkinson-kór, időskori makula degeneráció) vezető molekuláris elváltozások elleni védelemben. A Klaszter vállalatai 2010 tavaszán Pharmacoidea előzetes innovációjának a felhasználásával megkezdik a tudományos igényességgel kifejlesztett funkcionális élelmiszerek gyártását és azok terjesztését a hazai és nemzetközi piacokon. A Pharmacoidea Kft. stratégiája az, hogy vezetésével és előzetes know-how-jának felhasználásával egyesítse az országban megtalálható, innovációra képes szellemi tőkét és emberi erőforrásokat, olyan exportképes, nagy hozzáadott értékű termékeket dobva így a piacra, amelyek az idősödő magyar és fejlett ipari társadalmak egészségi állapotának javítása mellett nagyfokú gazdasági fellendülést hozhatnak a régióba, meghonosítva ezzel a tudományos igényességű funkcionális élelmiszerfejlesztés gyakorlatát.